# Etichetă electronică de gondolă

Secțiuni de afișare LCD

Eticheta electronică de gondolă , pe scurt EEG este un afișaj electronic al prețului, parte a unui sistem de prețuri electronice, folosit în magazinele retail (hypermarket, supermarket, magazine discount, cash&carry, bricolaj).

## Componente
Eticheta electronică de gondolă este formată din următoarele componente:
- display LCD cu mai multe secțiuni de afișare
- senzor comunicație wireless în infraroșu
- circuite logice
- baterie rezistentă aproximativ 10 ani.

Display-ul etichetei permite rularea a mai multor pagini, astfel încât se pot afișa mai multe informații legate de respectivul produs (stoc, livrări, etc.).

## Format etichete
Dimensiunile etichetelor sunt următoarele:
1. Continuum E4 HCS dimensiuni 48 x 36,5 x 9,5  mm
2. Continuum E4 HCN dimensiuni 70 x 36,5 x 9,5  mm
3. Continuum E4 HCW dimensiuni 96 x 36,5 x 9,5  mm
4. Continuum E2 F&V S (small) 80 x 40 mm (etichete legume & fructe)
5. Continuum E2 F&V L (large) 120 x 84 mm  (etichete legume & fructe)
6. Dot Matrix

## Sistem de prețuri electronice
Sistemul de prețuri electronice bazat pe etichete electronice de gondolă este un sistem complex, de înaltă tehnologie care permite afișarea în permanență la raft a informațiilor actualizate 
- pentru clienți: prețurile de vânzare, prețurile unitare, promoțiile
- pentru personalul magazinului: afișarea stocurilor, vânzărilor zilnice, data următoarei livrări, etc.
- pentru respectarea reglementărilor în vigoare: afișarea prețului unitar, timbru verde, etc.

### Componentele sistemului
- Server
  - gestionează întregul sistem
  - rulează 3 module software

1. modulul de gestiune al etichetelor
2. modulul de productie etichete (tiparire etichete film)
3. modulul de mentenanta la distanta

- Controller:
  - este una din componentele centrale ale sistemului
  - este legat la server și gestionează antenele (maxim 32) via Ethernet
- Antene (transceiver) :
  - sunt emițători - receptori infraroșu care comunică via ethernet cu controller-ul și wireless via IR cu etichetele
- Etichete electronice
  - display electronic - afișează informațiile la raft

## Tehnologiecomunicație
- Transmisie infraroșu la 1,24 MHz
  - protecție totală împotriva oricăror perturbații (de la orice instalație)
  - nu este perturbată și nu perturbă alte transmisii
  - viteză mare de transmisie (50.000 prețuri pe oră)
  - durată de viață a bateriilor optimizată (8-10 ani)
- Transmisie care permite o acoperire redundantă
  - eticheta nu este dependentă de o anumită antenă
  - simplitatea infrastructurii (pe același cablu se realizează transmisia de date și alimentarea)
- Comunicare bi-direcțională
  - eticheta confirmă de fiecare data primirea datelor și afișarea lor
- Fiabilitate etichete
  - diverse etichete pentru toate mediile (alimentare, nealimentare, frigorifice, fructe și legume)